# Limpeziș, Buzău
Limpeziș este un sat în comuna Movila Banului din județul Buzău, Muntenia, România. Se află în zona de câmpie din sudul județului, pe DN2. Între 1931 și 1968, satul a format o comună de sine stătătoare.

##### Strategia de dezvoltare locală 2014-2020 – Comuna Movila Banului
Toate satele comunei sunt formate în secolul al XIX-lea, satul Cioranca fiind fondat de Grigorie Costescu în 1831, Movila Banului de avocatul Matache Pandelescu, supraveghetorul moșiilor mănăstirii Văcărești în 1854, satul Bugheni în 1859, iar satul Limpeziș fiind format prin împroprietărirea însurățeilor în 1882. La sfârșitul secolului al XIX-lea, comuna purta numele de Cioranca, făcea parte din plasa Câmpul a județului Buzău și era formată din satele Bugheni, Cioranca, Limpezișu și Movila Banului, având în total 980 de locuitori ce trăiau în 245 de case. În comună funcționa o școală cu 66 de elevi (din care 6 fete) și 2 biserici, la Limpeziș și Movila Banului. În 1925, comuna se găsea în plasa Glodeanurile a aceluiași județ, având în componență satele Bădenii Miluiți, Bugheni, Cioranca, Movila Banului și Limpeziș, cu 1936 de locuitori. În 1931, satul Limpeziș s-a separat și a constituit o comună de sine stătătoare, la fel și satul Bădenii Miluiți. În 1950, comunele au fost arondate raionului Mizil din regiunea Buzău și apoi (după 1952) din regiunea Ploiești. În 1968, comuna a căpătat componența actuală, după ce comuna Limpeziș a fost desființată și inclusă în comuna denumită acum Movila Banului după noua reședință, și arondată județului Buzău, reînființat.
Denumirea satului Limpezișul apare în Dicționarul geografic, statistic, economic și istoric al județului Buzău în anul 1892, autor profesor Bazil Iorgulescu, ca fiind cătun al comunei Cioranca, cu 240 de locuitori și 65 de case format din tineri însurăței sau numire ce se mai dă unei părți din moșia Glaveșul din corpul Bădenii Miluiți. În zapisul din 20 februarie 1855, prin care Măria, soția răpostaului Neagu Marinescu din Tohani, i-a vândut lui Mihai Gheorghe Popeanu din Fințești șase stânjeni și patru palme de moșie la Bugheni, lângă matca gârlei Sărata, lângă moșia Limpeziș-Mărgineanu.   
Se spune că denumirea de Limpeziș vine de la exclamația domnitorului Alexandru Ioan Cuza,care aflat fiind în drum spre Bucurști ar fi poposit în această zonă și ar fi exclamat cu admirație:„Ce loc limpede și frumos”.Sub aspectul istoricului Limpezișului, documentele fac distincție între sat ca unitate administrativ-teritorială și ca parohie-unitate distinctă sub aspect teritorial și cultic.Ca unitate administrativ teritorială, istoricul satului începe la data de 9 iulie 1882, de când datează prima atestare dintr-un proces-verbal de împroprietărire al comisiei ad-hoc, cu jurisdicție națională. Actul amintit, din 9 iulie 1882, prevede împroprietărirea a 180 însurăței, cu câte 10 pogoane de pământ,  în câmp și un pogon în vatra satului, iar pentru trebuințele bisericii, școlii și altor instituții s-au repartizat în vatra satului  10 pogoane, iar în câmp 56 de pogoane.  
Evenimente istorice. În 1944 Limpezișul a fost linia Frontului de Est , la retragerea trupelor naziste. Satul a reprezentat teatrul de luptă al ultimelor confruntări importante dintre trupele sovietice și naziste. care se retrăgeau de la Brebu. Un neamț s-a ascuns într-o glugă de coceni, de unde a ieșit și a fost luat prizonier de sovietici, fiind împușcat cu fotografia familiei în mână în 1944, după ruperea frontului la Stâlpu. Trei companii de nemți luați prizonieri au fost împușcați în piața Limpeziș la spate, după ce li s-a ordonat stânga-împrejur, cu fața la Brebu, conform 20/2013, la Serviciul Arhive Nationale Buzău.Acum satul a suferit grave distrugeri printre care documentele istorice amintesc deteriorarea școlii satului cu  imobil, mobilier, bibliotecă, tablouri, cărți și , implicit, materiale didactice. Școala a fost ocupată pentru multe zile de trupele sovietice și transformată în punctul lor de comandă. Pe front a căzut în lupta din 1944 și un învățător cu gradul II, al acestei școli și anume Nica Dionisie. Dar enoriașii Limpezișului au participat la toate evenimentele istorice precum Războiul de Independență, Răscoala de la 1907, primul și al Doilea Război Mondial, cum demonstrează plăcile comemorative din Biserică și de pe Monumentul eroilor amplasat în curtea bisericii.